# Torben W. Langer
Torben Wang Langer (7. juni 1924 i København – 13. april 1988 i Brøndby Strand), dansk amatørentomolog og naturhistorieformidler. 
Han var cand.mag. i fransk og latin og ansat ved Det Kongelige Bibliotek 1952-1976, og senere redaktør på Lademanns Forlag. Han samlede på sommerfugle, og hans hovedværk er Nordens dagsommerfugle i farver (1958); det store populærvidenskabelige forfatterskab omhandler mange naturhistoriske emner, men han blev især kendt som vinder i tv-quizzen Kvit eller dobbelt i 1959.